# Salonik
Salonik (Una de las variantes en Ladino del nombre de la ciudad de Salónica) era un periódico en idioma judeoespañol publicado en Salónica, Imperio Otomano (hoy Grecia) a finales del siglo XIX. El periódico circuló desde 1869 hasta el año 1874; fue uno de los primeros diarios en idioma judeoespañol de la ciudad.